# Rescue Me (canción de 30 Seconds to Mars)
«Rescue Me» es una canción de rock electrónico interpretada por la banda estadounidense 30 Seconds to Mars y lanzada el 15 de junio de 2018 como tercer y último sencillo de su quinto álbum de estudio «America» (2018). Fue escrito y producido por Jared Leto y KillaGraham. 
La canción fue descrita como una canción que explora temas como el dolor, el empoderamiento, la fe y la libertad. Los críticos reconocieron las influencias eclécticas que resuenan a lo largo de la pista, incluidos elementos del dance-rock.

## Antecedentes
"Rescue Me" fue escrita y producida por el vocalista principal Jared Leto y el productor musical KillaGraham. Fue diseñado por Chris Galland y mezclado por Manny Marroquin con la ayuda de Scott Desmarais y Robin Florent. La canción fue grabada en el Centro Internacional para el Avance de las Artes y las Ciencias del Sonido en Los Ángeles, California y masterizada por Howie Weinberg y Will Borza en Howie Weinberg Mastering. "Rescue Me" se reveló oficialmente el 22 de marzo de 2018, en un comunicado de prensa para el anuncio del quinto álbum America. La banda estrenó la canción en Vevo el 30 de marzo de 2018, una semana antes del lanzamiento del álbum. Jared Leto interpreta una versión anterior de la canción en el documental Artifact (2012).

## Video musical
Un video musical de la canción fue dirigido por Mark Romanek y se estrenó el 12 de junio de 2018 en MTV. "Rescue Me" es el primer video de 30 Seconds to Mars que no fue dirigido por Jared Leto desde "This Is War" (2011). Fue lanzado después de que el guitarrista principal Tomo Miličević anunciara su salida de la banda. El video musical comienza con tomas de primeros planos de varias personas de diferentes razas, edades y habilidades, sobre un fondo negro. A lo largo del video, cada persona muestra vulnerabilidad a través de sus emociones y sentimientos. El clip incluye apariciones de Paris Jackson, Sofia Boutella, Arrow de Wilde de Starcrawler y el modelo de una mano Julian W. Lucas.
Brent Furdyk de Entertainment Tonight Canada elogió la simplicidad del video y escribió que "recorre toda la gama de emociones". Kerrang! El escritor señaló que aborda problemas de salud mental. Mackenzie Cummings-Grady de Billboard lo llamó "visceral", mientras que Joe Divita de Loudwire se refirió a él como "poderoso". Un escritor de Malay Mail lo consideró como "un mensaje de esperanza para quienes sufren de dolor emocional".

## Posicionamiento en lista
| Lista (2018–19)                             | Posiciones |
| ------------------------------------------- | ---------- |
| Argentina (Billboard)                       | 92         |
| Bélgica (Valonia) (Ultratip Bubbling Under) | 42         |
| Croatia Airplay (HRT)                       | 79         |
| Czech Republic (Rádio Top 100)              | 53         |
| Italy (Radio Top 40)                        | 14         |
| Slovakia (Rádio Top 100)                    | 53         |
| Ucrania (Tophit)                            | 41         |